# کازاک‌های زاپوروژی

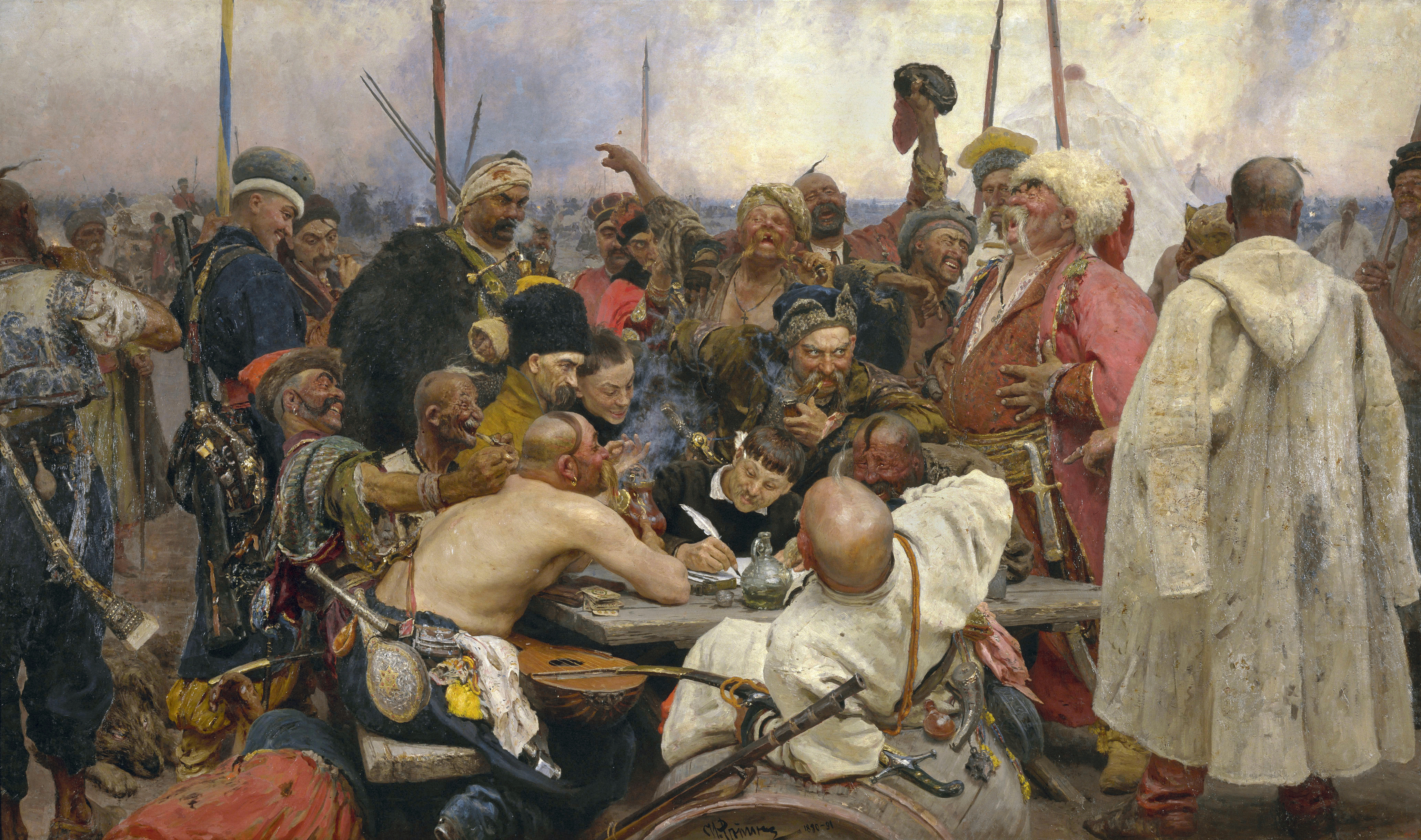
پاسخ کازاک‌های زاپوروژی

کازاک‌های زاپوروژی (Військо Запорізьке، Viisko Zaporizke) مردمانی بودند که در کنار رود دنیپر زندگی می‌کردند. آنها بخشی از گروه بزرگتری از قزاق‌ها بودند که در اوکراین سکونت داشتند. کازاک‌های زاپوروژی نقش مهمی در تاریخ اوکراین ایفا کردند. کازاک‌های زاپوروژی به عنوان گروهی از افرادی که از کشورهای مشترک‌المنافع لهستان–لیتوانی گریختند، محسوب می‌شدند. آنها یک جامعه قوی با حکومتی شبیه مجلس تشکیل دادند. با گذشت زمان، کازاک‌های زاپوروژی به نیروی قدرتمندی تبدیل شدند که اقتدار کشورهای مشترک‌المنافع لهستان-لیتوانی، روسیه و خانات کریمه را به چالش کشیدند. کازاک‌های زاپوروژی در بسیاری از درگیری‌ها و اتحادها با سه قدرت مذکور مشارکت داشتند. حتی از یک شورش در قرن هجدهم حمایت کردند. سرانجام، آنها با روس‌ها معاهده‌ای امضا کردند، اما گروه آنها در نهایت توسط امپراتوری روسیه متلاشی شد. بسیاری از کازاک‌های زاپوروژی مجبور شدند به منطقه کوبان در جنوب روسیه نقل مکان کنند، در حالی که برخی دیگر شهرهایی را در جنوب اوکراین تأسیس کردند و دهقانان دولتی شدند. کازاک‌های زاپوروژی نقش مهمی در تسخیر مناطقی در منطقه قفقاز داشتند. همزمان، تزارهای روسیه به آنها آزادی بیشتری دادند. نام «زاپوروژتسی» از محل قلعه آنها می‌آید که «زاپوریژژیا» به معنای «سرزمین فراتر از تندبادها» نامیده می‌شد.